# Arisaema taiwanense
Arisaema taiwanense är en kallaväxtart som beskrevs av Jin Murata. Arisaema taiwanense ingår i släktet Arisaema och familjen kallaväxter.

## Underarter
Arten delas in i följande underarter:
- A. t. brevipedunculatum
- A. t. taiwanense